# Pandora bilirata
Pandora bilirata är en musselart som beskrevs av Conrad 1855. Pandora bilirata ingår i släktet Pandora och familjen Pandoridae. Inga underarter finns listade i Catalogue of Life.